# Viive Aamisepp
Viive Aamisepp (có tên là Viive Käro kể từ năm 1969; 21 tháng 4 năm 1936 – 22 tháng 7 năm 2023) là một nữ diễn viên người Estonia. Bà sinh ra ở Haapsalu. Từ năm 1958 đến năm 1961, bà học tiếng Anh tại Đại học Tartu.
Từ năm 1961 đến năm 2009, bà làm việc tại Nhà hát Rakvere. Ngoài biểu diễn trên sân khấu, bà còn đảm nhiệm các vai trong các vở kịch phát trên sóng truyền thanh. 
Aamisepp kết hôn với nam diễn viên Volli Käro. Bà qua đời vào ngày 22 tháng 7 năm 2023, thọ 87 tuổi.
1961
- "Romeo, Julia ja pimedus" – Ester
- "Kõik jääb inimestele" – Ziina
- "Politseitund" – Mitzi